# 纳瓦伊什
纳瓦伊什是葡萄牙波尔图区的一个堂区。总面积4.23平方公里，总人口1683人，人口密度397.9人/平方公里。